# Margit Altay
Margit Altay (născută Gomperz, n. 6 ianuarie 1882, Budapesta – d. 7 februarie 1972, Budapesta) a fost o scriitoare, autoare de literatură pentru tineret, redactoare maghiară.